# 瓦勒德默兹
瓦勒德默兹（法語：Val-de-Meuse，直译：「默兹谷」，法語發音：[val də møz]），法国东北部市镇，位于大东部大区上马恩省，隶属于朗格勒区，其市镇面积为76.76平方公里，2022年1月1日时人口数量为1,807人，在法国城市中排名第5,777位。
瓦勒德默兹位于上马恩省东部，默兹河畔，A31高速公路和多条省道在此交汇。

## 地名来源
“瓦勒德默兹”一名的具体来源尚有待考证，可能直接来源于流经当地的默兹河，亦有可能与同名市镇有关。“默兹”来源于拉丁语单词“Mosa”。
尽管名称中带有“Val”，但事实上当地并非河谷地貌，其中心市镇亦未沿河流分布。

## 历史

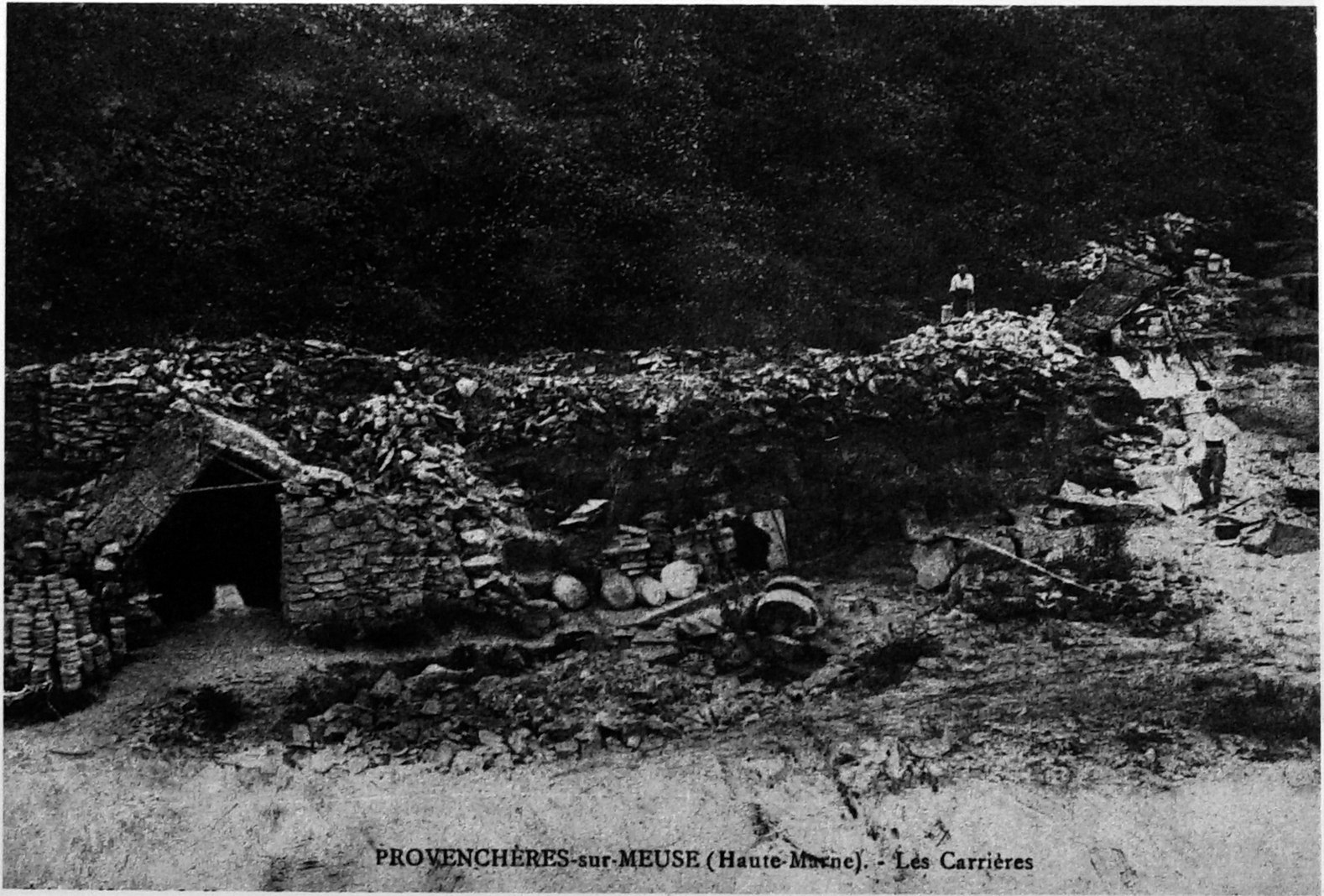
采石场旧址

瓦勒德默兹成立于1972年1月1日，由阿夫勒库尔、埃皮南、莱库尔、莫兰、蒙蒂尼勒鲁瓦（Montigny-le-Roi）、默兹河畔普罗旺谢尔、拉韦讷方丹、雷库尔和索尔克叙尔合并而成，其最初的官方名称为“Le Val-de-Meuse”，镇政府驻地位于蒙蒂尼勒鲁瓦。而在此之前，默兹已于1966年与蒙蒂尼勒鲁瓦合并。1974年，莱尼泽勒亦整体并入瓦勒德默兹。2012年，阿夫勒库尔和索尔克叙尔从瓦勒德默兹分离，成为新的独立市镇。
公元12世纪，蒙蒂尼勒鲁瓦境内出现谢祖瓦修道院，其附近逐渐形成聚落，法国大革命时期，该修道院被关闭，后成为普通民居。
工业革命时期，默兹河畔普罗旺谢尔境内出现了一处采石场。
其余组成瓦勒德默兹的各个旧市镇在历史上均为普通村落。

## 地理

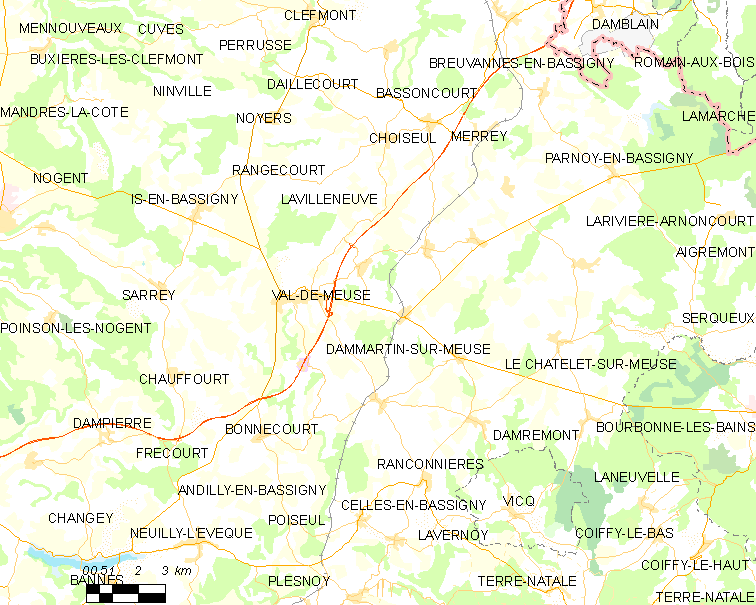
瓦勒德默兹市镇范围地图

瓦勒德默兹位于法国东北部，大东部大区南部和上马恩省东部，距离省会肖蒙大约36公里。与瓦勒德默兹接壤的市镇包括：巴西尼地区昂迪伊、阿夫勒库尔、巴松库尔、博讷库尔、巴西尼地区布勒瓦讷、绍富尔、舒瓦瑟尔、达耶库尔、默兹河畔达马尔坦、巴西尼地区伊斯、拉维勒讷沃、梅雷、努瓦耶、巴西尼地区帕尔努瓦、普瓦瑟勒、朗日库尔、萨雷。

### 地形
瓦勒德默兹位于朗格勒高原腹地，境内以丘陵为主，市镇中心地势较为平坦，全境海拔在308到458米之间。

### 水文
默兹河流经境内，另有多条溪流在此与其交汇。

### 植被
瓦勒德默兹属于温带阔叶混交林区，林地散落分布于市镇范围内的多个区域。
在鲜花城市的评比中，瓦勒德默兹暂未被评级。

### 气候
瓦勒德默兹在柯本气候分类法中属于温带海洋性气候，因其距离海岸线相对较远且海拔略高，故当地气候具有部分大陆性特征。

## 行政区划
瓦勒德默兹是法国大东部大区上马恩省的一个市镇，编号为52332。瓦勒德默兹隶属于朗格勒区、上马恩省第一选区以及波旁莱班县，同时也是大朗格勒市镇公共社区的组成部分。
法国国家统计与经济研究所（简称）在进行数据统计时，未将瓦勒德默兹划入任何城市核心区（Unité urbaine）、城市区（Aire urbaine）以及城市辐射区（Aire d'attraction）内。此外，将瓦勒德默兹市镇整体看作一个“块区”（IRIS）。

## 交通

### 公路
法国A31高速公路经过境内并设有8号出入口，此外多条上马恩省省道在瓦勒德默兹境内交汇，大东部大区下属的城际客运提供校车线路，可前往周边部分市镇。
2018年，76.5%的瓦勒德默兹家庭拥有至少一辆私人汽车。2018年，瓦勒德默兹境内共发生各类交通事故1起，造成1人受伤。

### 铁路
瓦勒德默兹位于屈尔蒙-沙兰德雷－图勒铁路上，该铁路经过默兹但未设站。距离瓦勒德默兹最近的运营中的客运铁路车站为屈尔蒙-沙兰德雷站，该站停靠往返于巴黎和米卢斯一线的区域列车。

### 航空
距离瓦勒德默兹最近的民用航空站为多勒机场，距离瓦勒德默兹市中心的公路里程约139公里。

### 城市公共交通
截至2021年11月，瓦勒德默兹暂无城市公共交通系统。

## 政治
瓦勒德默兹的现任市长为罗马里·迪迪耶先生（Romary Didier），他是一名右翼无党派人士，在2020年的市政选举中获得了60.81%的支持率。
在2017年的法国总统大选中，法国极右翼政党国民阵线主席玛丽娜·勒庞在瓦勒德默兹获得了52.65%的支持率。

## 人口
2018年，瓦勒德默兹市镇人口数量为1,846，在法国排名第5,777位。其中男性890人，女性956人，75岁及以上人口占10.2%，外籍人口数量为339人，人口密度为20人/平方公里，当地居民被称为（男性）或（女性）。2019年，瓦勒德默兹境内出生21人，死亡人口30人。
| 年份   | 1936 | 1946 | 1954 | 1962 | 1968 | 1975  | 1982  | 1990  | 1999  | 2006  | 2007  | 2012  | 2017  | 2018  |
| ------ | ---- | ---- | ---- | ---- | ---- | ----- | ----- | ----- | ----- | ----- | ----- | ----- | ----- | ----- |
| 人口數 | 955  | 890  | 757  | 783  | 932  | 2,200 | 2,148 | 2,167 | 2,211 | 2,179 | 2,173 | 1,941 | 1,861 | 1,846 |

## 经济
截止2021年11月，瓦勒德默兹共有各类用人单位（包含自雇）323家，平均历史为19年，其中99.22%为中小型企业（PME）。（木材加工）、（临时工作）及（工业配件）是当地2020年营业额最高的三个企业，分别为4,062,502欧元、3,848,131欧元和2,590,551欧元。

## 财政收入
2019年，瓦勒德默兹的财政收入总额为1,625,450欧元，财政支出总额为1,380,180欧元，当年的债务总额为992,360欧元。2021年，瓦勒德默兹共获得172,822欧元的国家财政补助，比上一年增加了-5.58%。
2010年，瓦勒德默兹的人均月收入总额为1,577欧元，其中高级职员为3,121欧元，低于法国平均水平（4,230欧元）；中级职员为1,939欧元，低于法国平均水平（2,411欧元）；普通职员为1,151欧元，亦低于法国平均水平（1,740欧元）。
2018年，瓦勒德默兹境内的青壮年（15至64岁）失业率为8.9%，当地50.2%的家庭拥有纳税资格，平均纳税2,175欧元，低于法国平均水平（3,888欧元）。

## 社会事务

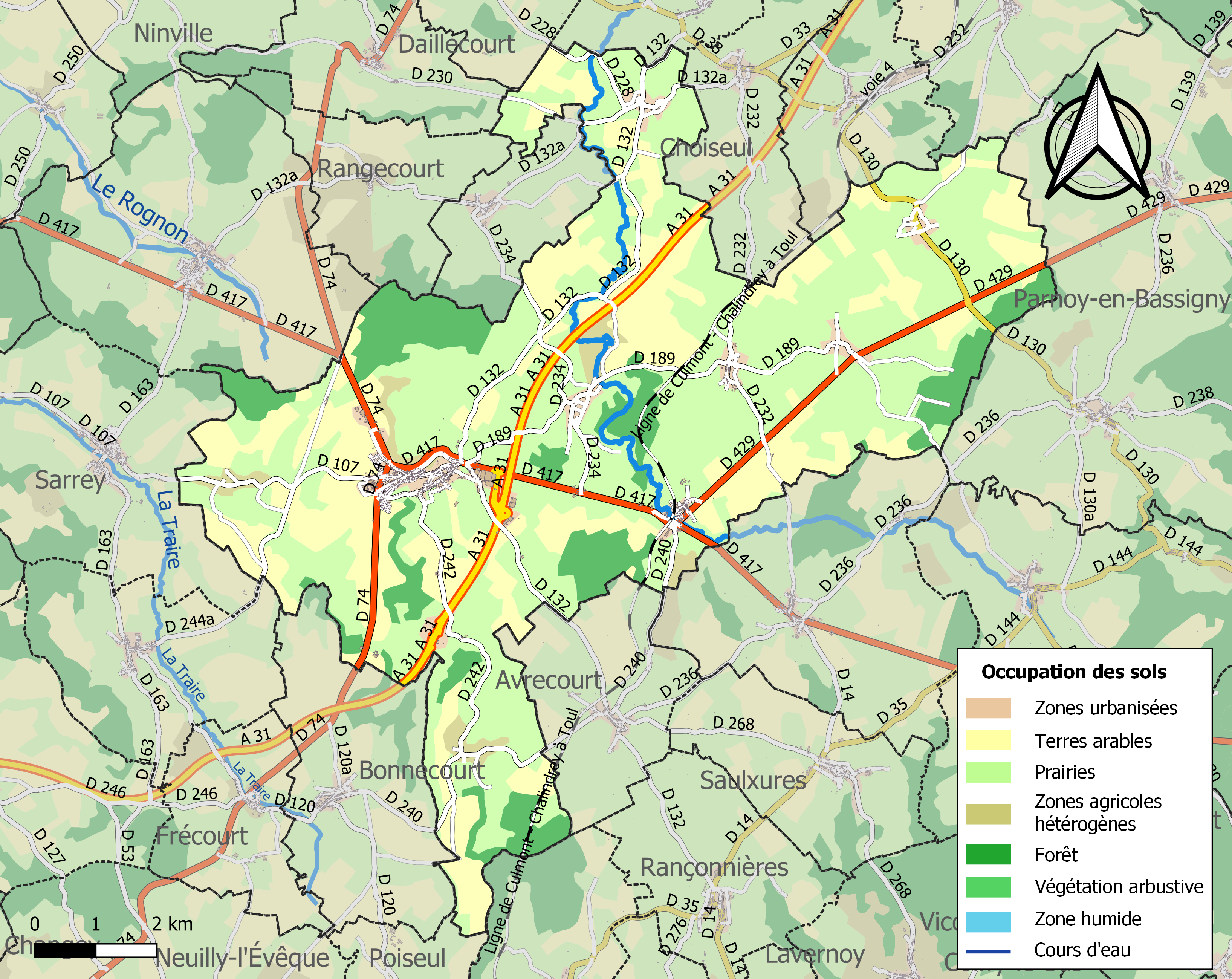
瓦勒德默兹土地利用情况地图

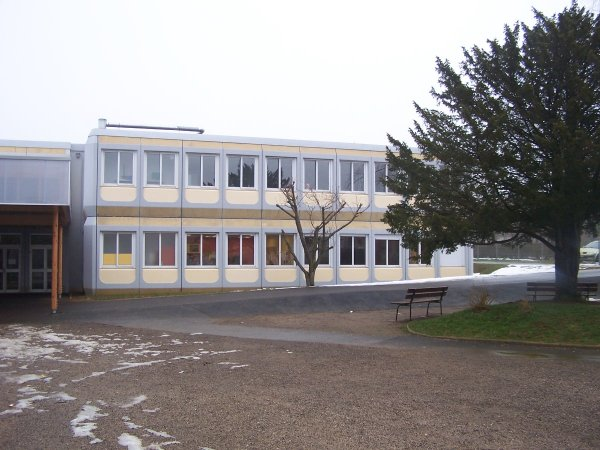
弗拉马利翁初级中学

### 教育
瓦勒德默兹属于兰斯学区。截止2020年1月1日，瓦勒德默兹境内共有1所幼儿园、2所小学和1所初级中学。2018至2019学年度，瓦勒德默兹境内共有在校中等教育阶段学生187名。

### 医疗
截止2020年1月1日，瓦勒德默兹境内共有全科医生2名、保健师2名、牙医1名和护士5名。境内共有药房1家、养老院1家、残疾人帮扶中心2家。
距离瓦勒德默兹最近的区域性医疗机构为朗格勒中心医院（Centre Hospitalier de Langres），其主病区位于朗格勒市区北部，距离瓦勒德默兹市区的正常车程在半小时以内，该院设有床位147个，是当地规模最大的公立综合性医院。

### 住房
2018年，瓦勒德默兹境内共有各类住房1,032套，其中79.7%为独立式居民区，20.1%为集中式居民区。常住房屋占瓦勒德默兹市镇范围内居民建筑总量的83.6%。
在住房保障政策方面，2020年，瓦勒德默兹境内共有125户家庭获得了住房经济补助，受益人数占总人口数量的6.8%，其中117份为房租补助。

### 商业
2019年，瓦勒德默兹境内共有各类实体商铺52家，其中餐厅4家、大型超市2家、面包房3家、肉铺3家、书店1家、装饰品店1家、银行门店1家、美容美发店3家、汽车维修店4家。市区西北部建有Intermarché大型超市。

### 体育
2020年，瓦勒德默兹境内共有1间体育馆、2处网球场、1处足球或橄榄球场以及1处篮球或排球场。
截至2021年11月，瓦勒德默兹境内暂无任何注册足球俱乐部。

### 环境
瓦勒德默兹的环境事务由其所属的公共社区负责。2019年，瓦勒德默兹境内暂无污染企业。

### 治安
2019年，瓦勒德默兹市镇范围内有1处宪兵队。
2014年，瓦勒德默兹及附近地区共发生各类案件1,798起，其中盗窃类案件1,025起，经济类案件211起，毒品交易类案件90起。

## 文化

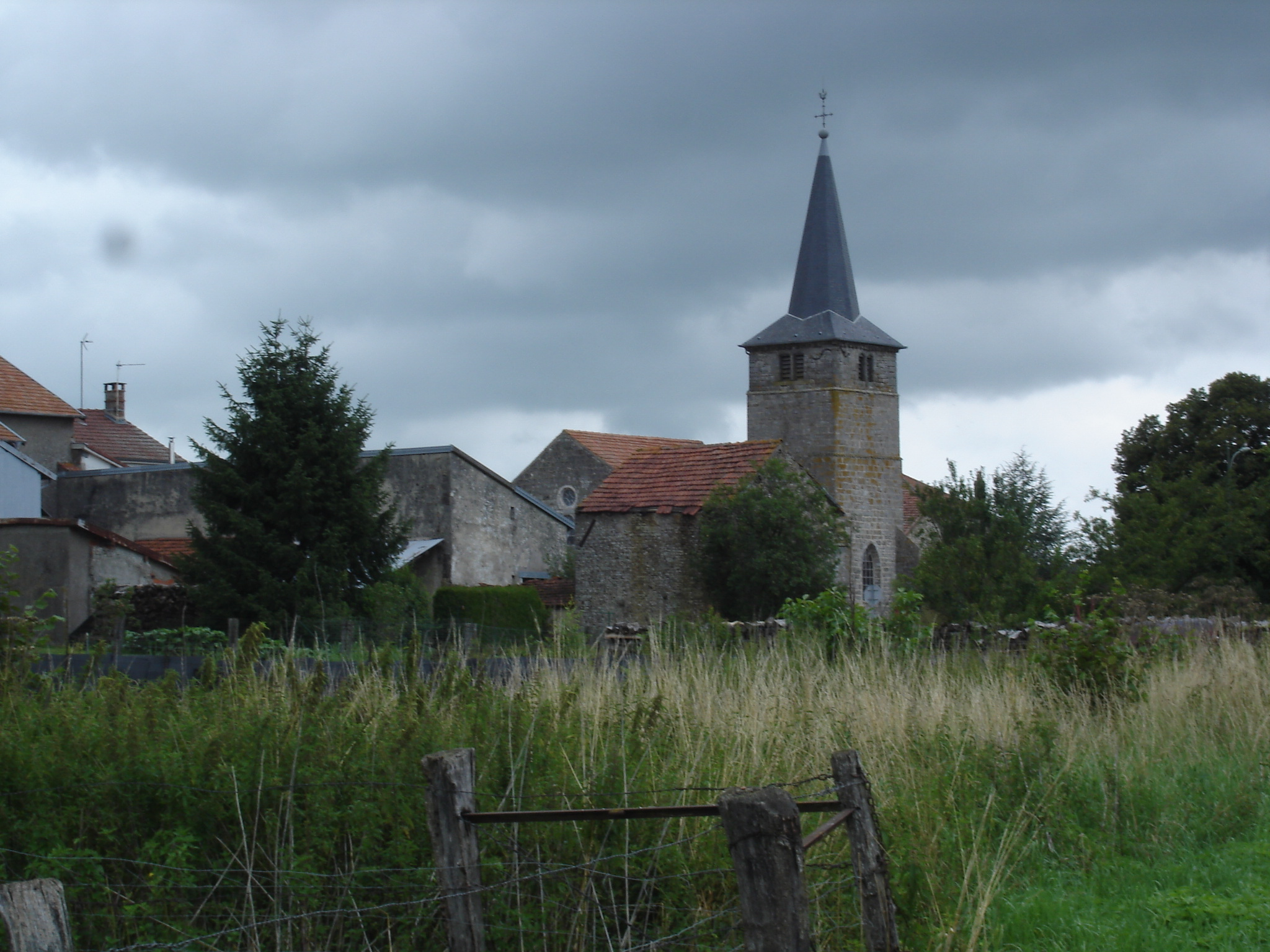
莱尼泽勒教堂

2020年，瓦勒德默兹境内暂无任何文化设施。

### 建筑
瓦勒德默兹境内有多处历史建筑，其中莱尼泽勒教堂（Église Saint-Brice de Lénizeul）是法国国家文物保护单位。

### 旅游
瓦勒德默兹的旅游事务由其所属的公共社区负责。2021年，瓦勒德默兹境内共有1家酒店共计23间房间；另有1个露营地，可容纳共75辆露营车。

### 媒体
法国主要的媒体均可在瓦勒德默兹接收，法国电视三台下属的大东部大区频道在部分时段播出瓦勒德默兹所属区域的地方新闻。

## 相关人物
法国图书出版商、弗拉马利翁出版社的创始人埃内斯特·弗拉马利翁和法国天文学家卡米伊·弗拉马利翁出生于瓦勒德默兹。

## 友好城市
截至2021年11月，瓦勒德默兹共与一座城市互为友好城市关系：
- 比利时 列讷